# همه‌پرسی استقلال قره‌باغ کوهستانی (۱۹۹۱)
همه‌پرسی استقلال ناگورنو-قره‌باغ در ۱۰ دسامبر ۱۹۹۱ در قره‌باغ برگزار شد. در این همه‌پرسی ۹۹/۹۸ درصد از رأی‌دهندگان به استقلال این منطقه رأی دادند. جمعیت آذری اهل این منطقه که در حدود ۲۰ درصد از جمعیت منطقهٔ قره‌باغ را شکل می‌دادند، همه‌پرسی را تحریم کرده‌بودند. همه‌پرسی استقلال قره‌باغ کوهستانی بدون رضایت جمهوری آذربایجان برگزار شد و به صورت بین‌المللی از طرف دولت‌های عضو سازمان ملل متحد مورد پذیرش واقع نشد.

## نتایج همه‌پرسی
| انتخاب                  | رأی‌دهندگان | درصد  |
| ----------------------- | ---------- | ----- |
| موافق                   | ۱۰۸۶۱۵     | ۹۹/۹۸ |
| مخالف                   | ۲۴         | ۰/۰۲  |
| آرای باطله              | ۹۵         | -     |
| مجموع                   | ۱۰۸۷۳۶     | ۱۰۰   |
| شرکت‌کنندگان در انتخابات | ۱۳۲۳۲۸     | ۸۲/۱۷ |
| منبع: دایرکت دموکراسی   |            |       |